# Шалаболинская писаница

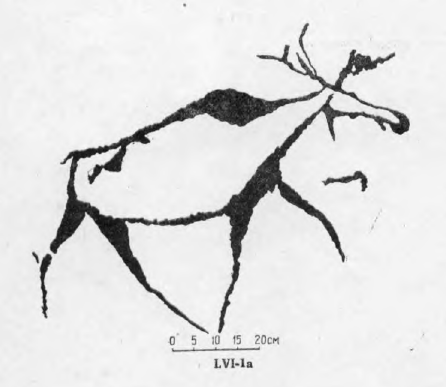
Изображение лося

Шалобо́линская пи́саница — памятник наскального искусства, расположенный на правом берегу р. Тубы (правый приток Енисея), на расстоянии 0,6 км к юго-востоку от д. Ильинки и 8 км к юго-западу от с. Шалоболино Курагинского района Красноярского края.
Всего насчитывается около 500 плоскостей и скальных фризов с рисунками, которые встречаются на всем протяжении скального массива на различных высотах от 2,5 м до 150 м от августовского уреза воды.
Изображения выполнены в различной технике: минеральными красителями (охрой), путем выбивки, шлифовки, гравировки. Нередки случаи комбинированного сочетания различных техник при выполнении рисунка.
Наскальные рисунки Шалаболинской писаницы относятся к разным эпохам, но в основном там представлен большой пласт окуневской культуры.
В отчётах А. В. Адрианова дважды упоминается шалаболинская «писаница». В 1907 году он отметил её характер и местонахождение, подчеркивая в то же время трудность осмотра писаницы, который возможен лишь осенью, когда уровень воды в Тубе понижается.

Изображение медведя

В 1910 году Адрианов дает более подробный отчет:

В начале августа я передвинулся в Минусинский уезд на реку Тубу к так называемой Шалаболинской писанице, уже известной в литературе. Писаница эта находится на отвесно спускающемся утесе правого берега р. Тубы, против села Тесинского между логами деревни Ильинки и р. Шуши. Протяжение утеса с этой писаницей почти 2 версты (2080 шагов). Это одна из огромнейших по протяжению писаниц, какие я только знаю. В настоящее время на протяжении писаницы встречаются длинные перерывы, которые объясняются производящейся здесь в последние годы массовой ломкой камня.
Часть писаниц, таким образом, уничтожена, а часть скрыта под осыпями из мусора и под землей.
Эта писаница, совершенно неправильно названная Шалаболинской (по с. Шалаболину, стоящему на р. Шуше верстах в 7, совсем в стороне), и которую правильнее назвать Тесинской, любопытна тем, что над нею работали в разные эпохи разные народности. Здесь я нашел одну монгольскую строчку в 46 см длиной, как бисером написанную черной краской. Нашел несколько (4) строк китайских иероглифов черной краской, три строки вырезанной рунической надписи из 36 знаков, 7 фигурных писаниц красною краской и, наконец, фигуры писаницы, сделанные путём оббивки и вырезки по камню. В этих последних я насчитал 616 фигур, из которых более 400 зарисованы мною, куда вошли все недоступные для эстампирования (так как находятся на отвесно стоящих стенах утеса на высоте 3—5 сажен). С доступных же писаниц сделано 81 эстампаж и 23 фотографии.
Подавляющее большинство фигур — лоси, большею частью превосходно, мастерски сделанные. Есть тут и олени, коровы, немало лодок (всегда с большим числом людей), иногда оснащенных, есть медведи, козы, бараны, рыбы, птицы и т.д., и только человеку и коню во всех этих начертаниях отведено сравнительно скромное место, Да и изображались они не искусно.
Что касается лосей, оленей, то они изображены в различных позах, группами, иногда удивительно художественно. Очевидно, древний художник знал до тонкости нравы столь близких ему животных. Некоторые  группы животных так хорошо и отчетливо сделаны, что ими и теперь постоянно любуются из года в год проплывающие на плотах крестьяне и поражаются массой вложенного в это дело труда.
Руническая надпись находится среди огромных осыпей свеженаложенного камня. Нам удалось вынуть камень с двухстрочной надписью и отправить в Минусинск.